# TSV Milbertshofen
Der Turn- und Sportverein München-Milbertshofen e. V. ist ein Sportverein in der Hans-Denzinger-Straße 2, nördlich des Petuelparks im Münchner Norden in Milbertshofen. Er bietet die Sportarten Handball, Tischtennis, Volleyball, Fußball, Basketball, Aikido, Boxen, Indiaca, Judo, Karate, Leichtathletik, Rhythmische Sportgymnastik, Rollstuhl-Rugby, Skisport, Sportkegeln, Sportschießen, Stockschießen, Taekwondo, Tennis, Turnen, Yoga, und eine Kindersportschule (KiSS) an.

## Geschichte
Der TSV wurde am 11. Mai 1905 als Turnverein Milbertshofen von Fritz Schüpferling und Josef Mick gegründet. 1923 entstand die Handballabteilung, die den Ruf des Vereins bis heute prägt. In den Jahren 1939 bis 1945 ruhte der Sportbetrieb kriegsbedingt. 1945 schlossen sich der TV Milbertshofen, Freie Turnerschaft Abt. 6 und der VfB München zum Freien Turn- und Sportverein München-Milbertshofen zusammen. Als dritter Verein Münchens erhielt der Verein als VV Bredl 1945 eine Lizenz der US-amerikanischen Militäradministration. 1946 schloss sich der Tischtennisverein TTC Milbertshofen an. 1950 nannte sich der Verein in TSV Milbertshofen um. 1968 wurde die Basketball-, 1969 die Volleyballabteilung gegründet.

## Sportarten

### Handball
- 1942 qualifizierte sich der Vorgängerverein TV Milbertshofen als Gaumeister Bayerns für die deutsche Feldhandball-Meisterschaft
- 1962 Südbayerischer Verbandsligameister (3. Liga)
- 1965 Bayerischer Meister (II. Liga)
- Bayerischer Vizemeister 1963, 1967, 1969 (II. Liga)
- 1969 Gründungsmitglied der Regionalliga Süd (II. Liga)
- 1970 und 1986 wurde Milbertshofen Süddeutscher Meister und stieg jeweils in die 1. Bundesliga auf[2]
- 1984 nahmen Erhard Wunderlich und Vanadis Putzke an den Olympischen Spielen teil
- 1990 wurde der TSV Milbertshofen Deutscher-Vizemeister
- 1990 gewannen die TSV-Handballer der DHB-Pokal und waren damit auch für Europapokal der Pokalsieger qualifiziert
- 1991 holte der TSV Milbertshofen den Europapokal der Pokalsieger
- 1992 scheiterte man im Europapokalfinale der Pokalsieger am KC Veszprém (Die Zweite wird Bayerischer Meister / IV. Liga)
- 1992 nahmen Jan Holpert und Hendrik Ochel an den Olympischen Spielen teil
- 1993 musste der Träger des Bundesligaspielbetriebs des TSV Milbertshofen Konkurs anmelden und die Mannschaft absteigen[3][4][5]
- 1997 Bayerischer Pokalsieger und Teilnehmer an der DHB-Pokal Hauptrunde 1997/98
- 2013 wurde die 1. Herrenmannschaft Oberbayerischer Meister und stieg in die Landesliga auf.

| Handball | Kader des Europapokalsiegers 1991 |

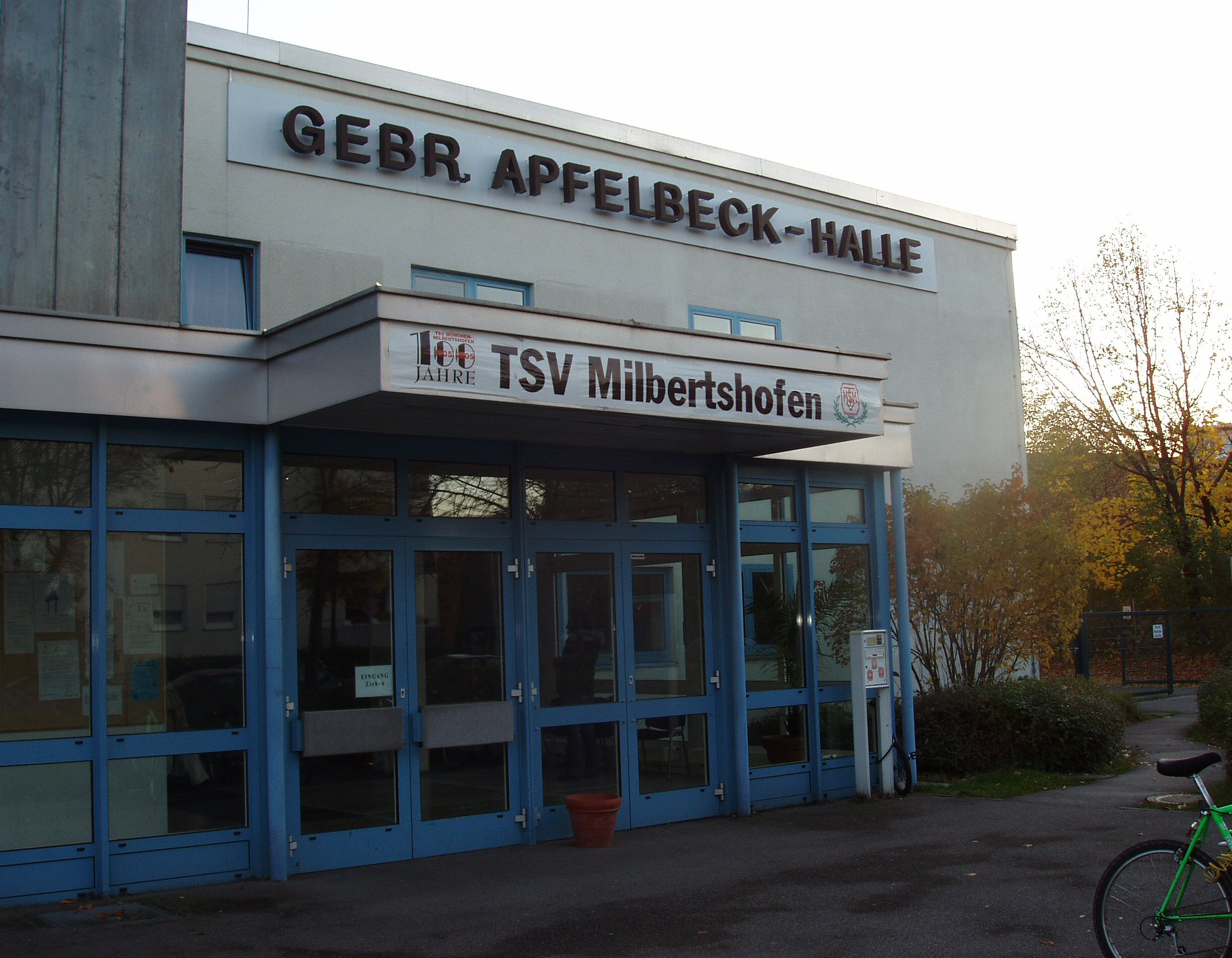
TSV Milbertshofen, Haupteingang Hans-Denzinger-Str. 2, zur Handball-Halle, heute ist er renoviert

|          | - Mannschaft: Jan Holpert, Stefan Kellner – Lars-Henrik Walther, Rüdiger Neitzel, Anton Stangl, Robert Wagner, Johann Sinka, Jens Lüdtke, Klaus-Peter Heimerl, Michael Sahm, Hendrik Ochel, Frank Löhr - Trainer: András Pecsenye |

| Handball | Kader des DHB-Pokalsiegers und Deutschen Vizemeisters 1990 |
|          | - Mannschaft: Jan Holpert, Rüdiger Neitzel, Anton Stangl, Johann Sinka, Klaus-Peter Heimerl, Michael Sahm, Hendrik Ochel, Jörg Löhr, Michael Redl, Oleg Gagin, Stephan Kempinger, Frank Löhr - Trainer: Vlado Stenzel |

Die TSV Handballabteilung nimmt derzeit mit drei Herrenmannschaften, zwei Damenteams  und sieben Nachwuchsmannschaften am Spielbetrieb des Bayerischen Handballverbandes (BHV) teil. Die 1. Herrenmannschaft und das 1. Damenteam spielen 2022/23 in der Bezirksoberliga Oberbayern.

#### Frauen
| - 1984 Bayerischer Meister (3. Liga) - 1984 Aufsteiger in die Regionalliga. (2. Liga) - 1992 Aufsteiger in die Regionalliga. (3. Liga) | - 1992 Bayerischer Meister (4. Liga) - Bayerischer Pokalsieger 1983, 1987 - DHB-Pokal 2. Hauptrunde 1983/84, 1985/86 |

### Tischtennis
Die Tischtennisabteilung entstand 1946, als sich der bis dahin selbständige Tischtennisverein TTC Milbertshofen dem Verein anschloss. Dieser TTC wurde 1931 von Georg und Ludwig Apfelbeck, Eugen Kögler, Rudi Kreuzer, Adolf Schurr, Erich Böhmer, Martin Trattner und August Rothmeier gegründet. Nach mehrmaligem Aufstieg spielte der Verein bereits 1934 in der höchsten Spielklasse. Nach dem Zweiten Weltkrieg erfolgte der Zusammenschluss der beiden Vereine. In den 1950er Jahren zählten die Herren des TSV Milbertshofen zu den besten deutschen Mannschaften. Auch die Damenmannschaft spielte damals in der Oberliga, ehe sie 1959 zurückgezogen wurde, aber ein Jahr später den Wiederaufstieg schaffte.
Zweimal wurde der TSV Deutscher Mannschaftsmeister:
- 1951/52 in Wiesbaden in der Besetzung Anton Breumair, Prell, Franz Schüller, Hans Weiß, Eduard Ostermeier, Fritz Rosinus und Hans-Dieter Gröling
- 1957/58 in Bad Homburg mit Conny Freundorfer, Leopold Holusek, Dietmar Schmidt, Helmut Ernst, Josef Edenhardter und Günter Metz

Zwischen 1952 und 1960 erreichte man noch fünfmal einen Platz unter den ersten vier. Bei der Gründung der Tischtennis-Bundesliga 1966 trat das Team in der Besetzung Conny Freundorfer, Horst Thein, Klaus Maier, Marijan Biscan, Holger Rostek, Claus Michalk, Müller und Matthias Ostermayer an. Zwischen 1966 und 1992 spielte der Verein mit Unterbrechungen insgesamt sieben Jahre in der Tischtennis-Bundesliga, konnte aber nur 1976/77 und 1990/91 den sofortigen Abstieg verhindern.
Der vierfache deutsche Einzelmeister (von 1977 bis 1981) Peter Stellwag spielte von 1990 bis 1992 für den Verein.
Als am Ende der Saison 1991/92 der Sponsor absprang, zog der Verein seine Mannschaft aus der Bundesliga zurück.
Literatur
- Georg Apfelbeck: Die Krönung einer zwanzigjährigen Arbeit – Der Werdegang des neuen deutschen Mannschaftsmeisters TSV Milbertshofen, Zeitschrift DTS, 1952/10, Ausgabe West-Süd

1. ↑  Zeitschrift DTS, 1959/18 Ausgabe West S. 4.
2. ↑  Zeitschrift DTS, 1960/12 Ausgabe West S. 11.
3. ↑  Zeitschrift DTS, 1994/4 S. 26.

### Volleyball
Die größten Erfolge hatte die Männermannschaft unter Trainer Stelian Moculescu, der viele Spieler vom TSV 1860 München mitgebracht hatte. 
- 1990/91 gewann der Verein den deutschen Vereinspokal
- 1991/92 gewann der Verein die deutsche Meisterschaft

### Fußball

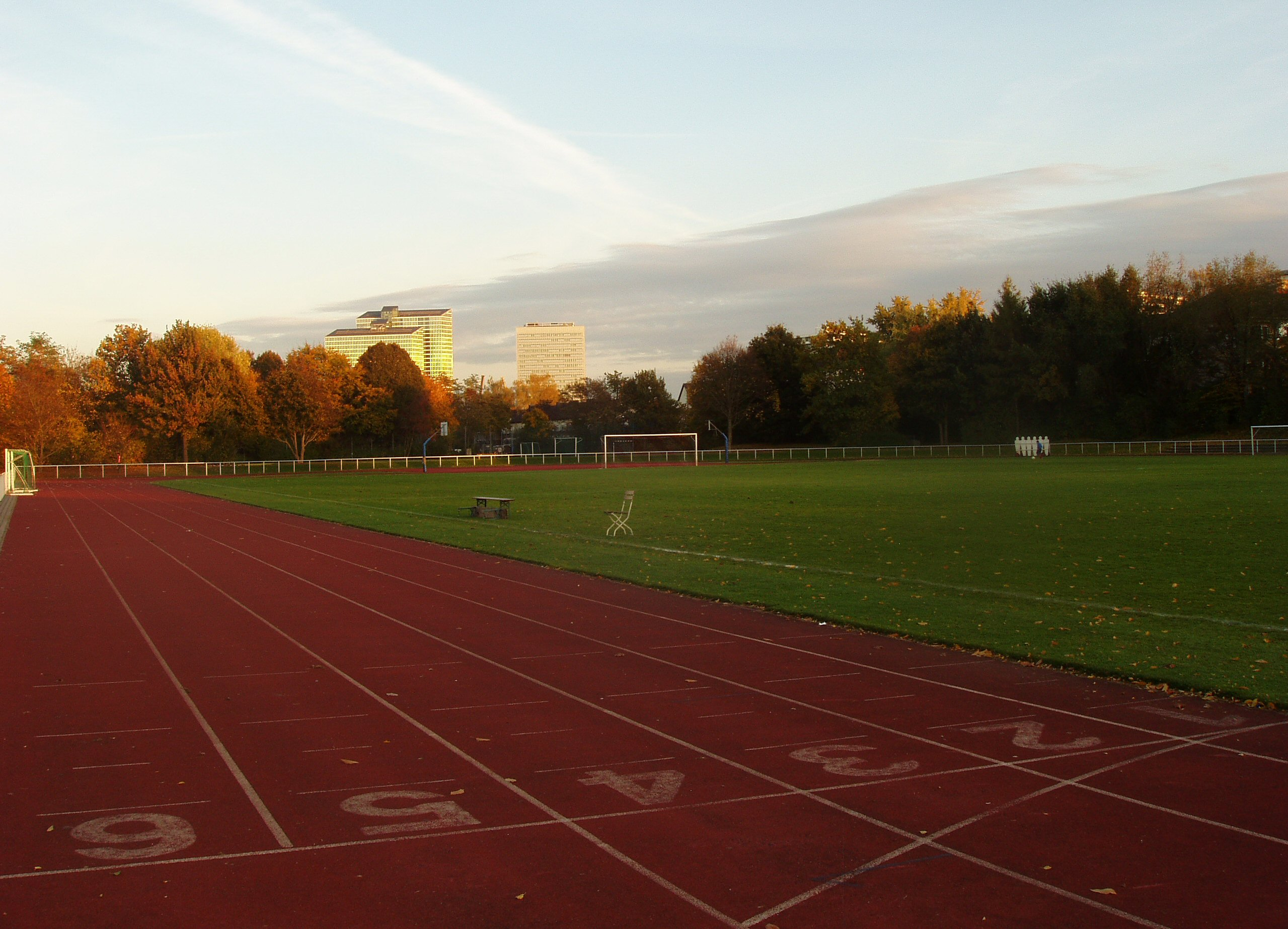
TSV Milbertshofen, Fußballplatz mit Highlight Towers und Münchner Tor

2001 bekam Jugendleiter Franz Leder vom Bayerischen Fußball-Verband den Ehrenamtspreis für seine Verdienste in der Jugendarbeit und wurde als Kreissieger in Erding vom ehemaligen Präsidenten des FC Bayern München, Uli Hoeneß, ausgezeichnet und in den „Club 100“ des Deutschen Fußball-Bundes berufen.
In den letzten Jahren zeichnete sich der Verein besonders in der Jugendausbildung aus. In der Münchner Fußballszene zählen die Jugendmannschaften des TSV zu den Besten. Regelmäßig geben sie Jugendspieler an die Profivereine FC Bayern München, TSV 1860 München und SpVgg Unterhaching ab. Bei allen Mannschaften handelt es sich um sogenannte Jahrgangsmannschaften, die entweder in der Bayernliga, Landesliga, Bezirksoberliga, Kreisliga oder Kreisklasse spielen.
Der ehemalige Jugendspieler Thomas Kastenmaier schaffte 1989 den Durchbruch in der Bundesliga und spielte insgesamt 191 Bundesligaspiele (41 Tore) für den FC Bayern München und Borussia Mönchengladbach.
Der Bundesliga-Profi Angelo Stiller, der georgische Nationalspieler Lucas Hufnagel, die Unterhachinger Profis Christian Hain, Patrick Ghigani und Florian Hörnig sowie der Verler Profi Cottrell Ezekwem und der 13-fache türkische Nationalspieler Volkan Yaman spielten ebenfalls alle in ihrer Jugendzeit beim TSV Milbertshofen.
Die erste Herrenmannschaft spielt in der Saison 2023/24 in der Kreisliga 2 München. 

### Indiaca
Seit 2014 gibt es die einzige Münchner Indiaca-Abteilung in München beim TSV Milbertshofen. Seitdem nimmt der TSV an Freundschaftsturnieren und den offiziellen Meisterschaften des DTB teil.
Seit 2018 veranstaltet der TSV Milbertshofen jährlich das einzige bayrische Outdoor-Indiaca-Turnier den Bavarian Beach Cup beim MTV Pfaffenhofen.